# أفركط
 أَفَرْكَت هي جماعة قروية تابعة لإقليم كلميم ضمن جهة كلميم السمارة بالمغرب.  بلغ مجموع عدد سكان الجماعة حسب إحصاءات 2004 حوالي 1819  نسمة  يعيشون في  264 أسرة.

## إحصاء عام
| السنة | عدد السكان | عدد الأسر | عدد الأجانب |
| ----- | ---------- | --------- | ----------- |
| 1994  | 2557       | 360       | °°°°        |
| 2004  | 1819       | 264       | 0           |